# L'Héritage (Maupassant)
Pour les articles homonymes, voir L'Héritage.
L’Héritage est une nouvelle de Guy de Maupassant, publiée en 1884. Elle a pour sujet principal une famille prête à tout pour obtenir un héritage.

## Historique
L'Héritage est une réécriture d’un conte intitulé Un Million, paru en revue deux ans plus tôt. L'Héritage paraît pour la première fois dans le recueil Miss Harriet.

## Résumé
César Cachelin, employé au Ministère de la Marine, fait épouser à sa fille Coralie un de ses collègues, Léopold Lesable. Toute la famille vit dans l'attente de l'héritage de la riche tante Charlotte. Mais au décès de Charlotte, le testament révèle que la fortune est destinée à l'enfant du couple. La famille se démène alors inutilement pour avoir ce bébé. Devant l'inutilité de ces essais et la probable stérilité de Léopold, Coralie s'arrange pour se faire faire un enfant par un collègue de son mari. Son père l'encourage, et son mari ferme les yeux. Un jour, elle tombe enceinte et puis elle accouche d'un bébé. Finalement, la famille obtient l'héritage.

## Structure narrative et rythmes du récit
La nouvelle est longue et le récit se passe sur plusieurs années (4 ans), une partie étant rapidement contée et certains passages plus longuement détaillés. De nombreuses scènes ralentissent le temps du récit puis enchaînent sur des ellipses parfois de plusieurs mois, qui peuvent semer le doute sur certaines informations comme l'identité du père du bébé de Coralie, car en l'occurrence ce ne peut pas être Léopold à cause de sa stérilité. Le narrateur est extérieur par rapport à l'histoire comme le montre l'emploi de la 3e personne du singulier : « Il jetait un regard de défi ».

## Thèmes et registres
Le thème principal de cette nouvelle a pour sujet la cupidité. L'auteur se moque en effet des personnages du récit à travers des satires comme le fait qu'ils ne pensent qu'à l'argent : « J'ai cinquante mille livres de rentes ». Les personnages sont aussi près à tout pour obtenir l'héritage en ayant un enfant : « Ils auront un enfant, non de non ! Et puis d'ailleurs il le fallait », même si on suppose que l'enfant n'est pas du couple et que la femme a trompé son mari car il était stérile. L'auteur se moque aussi du comportement des personnages une fois riches, en effet ils sont hautains et méprisent les gens de leur ancienne classe sociale (les gens qu'ils étaient autrefois) : « comme ces créatures sont infâmes ! ».

## Adaptations
- 1951 : Coralie, dans Trois femmes, France, André Michel (104 minutes)
- 1963 : La Herencia (L’Héritage), Argentine, Ricardo Alvertosa
- 1965 : L’Héritage, France, Jean Prat (85 minutes)
- 1972 : Die Erbschaft, Allemagne, Stanislav Barabáš (100 minutes)
- 1982 : Pièce de théâtre mise en scène par Jean Meyer, Théâtre des Célestins, Lyon
- 1986 : L'Héritage[1], épisode 5 de la série télévisée française L'ami Maupassant, réalisé par Alain Dhénaut, avec Sonia Vollereaux en Coralie et Georges Géret dans le rôle de Cachelin. Il  fait bien apparaître la satire sociale.
- 2007 : L'Héritage[2], épisode 3, saison 1, de la série télévisée française Chez Maupassant, réalisé par Laurent Heynemann, avec Eddy Mitchell (Cachelin), Chloé Lambert (Coralie), Sébastien Thiéry (Lesable).